# Монтегю, Джордж, 6-й герцог Манчестер

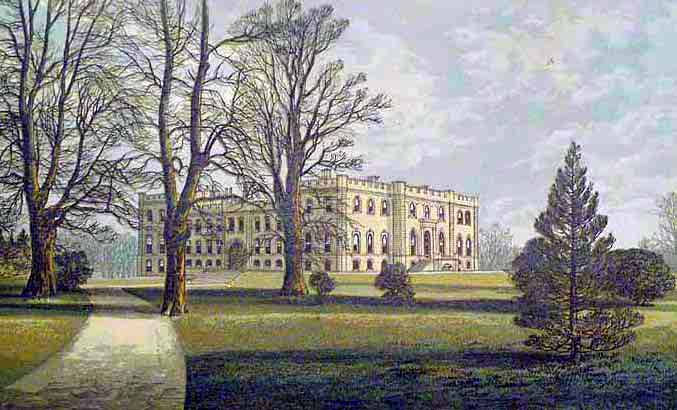
Кимболтон-Холл (1880), бывшая резиденция герцогов Манчестер

Джордж Монтегю, 6-й герцог Манчестер (англ. George Montagu, 6th Duke of Manchester; 9 июля 1799 — 18 августа 1855) — британский аристократ, наследственный пэр и член Палаты общин от тори. Он именовался виконтом Мандевилем с 1799 по 1843 год.
Ранняя жизнь
Джордж Монтегю родился в замке Кимболтон, графство Хантингдоншир, 9 июля 1799 года. Старший сын Уильяма Монтегю, 5-го герцога Манчестера (1771—1843) и леди Сьюзен Гордон (1774—1828). Среди его братьев и сестер были леди Сьюзен Монтегю (жена Джорджа Хэя, 8-го маркиза Твиддейла) и леди Кэролайн Монтегю (жена Джона Хейлза Калкрафта, члена парламента от Уэрхэма).
Его дедушкой и бабушкой по отцовской линии были Джордж Монтегю, 4-й герцог Манчестер (1737—1788) и Элизабет Дэшвуд (1741—1832), старшая дочь сэра Джеймса Дэшвуда, 2-го баронета. Его бабушкой и дедушкой по материнской линии были Александр Гордон, 4-й герцог Гордон (1743—1827), и бывшая Джейн Максвелл (1748—1812), дочь сэра Уильяма Максвелла, 3-го баронета. Его мать была сестрой и сонаследницей Джорджа Гордона, 5-го герцога Гордона (1770—1836).
Он получил образование в Итонском колледже. Он поступил на службу в Королевский флот прямо из школы и был повышен до лейтенанта до выхода на пенсию в 1822 году. С 1818 года он служил на HMS Larne на Ямайке, где его отец был губернатором. В 1816 году его отец назвал недавно основанный город Мандевилл (Ямайка), в его честь.

## Карьера
Джордж Монтегю был депутатом Палаты общин Великобритании от Хантингдоншира в 1826—1837 годах. Он унаследовал герцогство своего отца в 1843 году. Манчестер также служил заместителем лейтенанта графства Арма.

## Личная жизнь
8 октября 1822 года Джордж Монтегю женился в Лондоне на Миллисент Спарроу (25 января 1798 — 21 ноября 1848). Миллисент была дочерью бригадного генерала Роберта Бернарда Спарроу (1773—1805) из Брэмптон-парка, Хантингдоншир, и леди Оливия Ачесон (1778—1863), старшей дочери Артура Ачесона, 1-го графа Госфорда. Отец подарил ему замок Кимболтон, фамильное поместье в Хантингдоншире, а жена подарила ему Брэмптон-парк и поместье в Ирландии. Он также арендовал Мелчборн-парк в Бедфордшире. У Джорджа и Миллисент было четверо детей:
- Уильям Монтегю, 7-й герцог Манчестер (15 октября 1823 — 22 марта 1892), старший сын и преемник отца
- Лорд Роберт Монтегю (24 января 1825 — 6 мая 1902), консервативный политик, 1-я жена с 1850 года Эллен Кроми (? — 1857), 2-я жена с 1862 года Элизабет Уэйд (? — 1908).
- Лорд Фредерик Монтегю (5 октября 1828 — 29 октября 1854), умерший холостым и бездетным
- Леди Оливия Сьюзен Монтегю (18 июля 1830 — 15 февраля 1922), вышла замуж за Чарльза Беннета, 6-го графа Танкервилля (1810—1899), в замке Кимболтон в 1850 году.

Его первая жена умерла 21 ноября 1848 года в замке Кимболтон. 29 августа 1850 года Джордж Монтегю женился на своей второй жене, Гарриет Сидни Доббс (4 декабря 1834 — 30 мая 1907) в Килруте, графство Антрим. Она была дочерью Конвея Ричарда Доббса из замка Доббс, Антрим, Ирландия. Джордж и Гарриет были родителями двух детей:
- Леди Сидни Шарлотта Монтегю (14 октября 1851 — 21 апреля 1932), в 1873 года вышла замуж за Элджернона Кейта-Фальконера, 9-го графа Кинтора (1852—1930)
- Лорд Джордж Фрэнсис Монтегю (18 января 1855 — 12 марта 1882), лейтенант артиллерии, умерший холостым и бездетным.

Джордж Монтегю, 6-й герцог Манчестер, скончался в Танбридж-Уэлсе 18 августа 1855 года в возрасте 56 лет. Его вдова умерла в мае 1907 года в Оре, графство Сассекс.

## Титулы
- 6-й герцог Манчестер (с 18 марта 1843)
- 9-й граф Манчестер, графство Ланкастер (с 18 марта 1843)
- 9-й виконт Мандевиль (с 18 марта 1843)
- 9-й барон Кимболтон из Кимболтона, графство Ланкастер (с 18 марта 1843).